# Licor de cassís
El cassís és un licor tradicional de baixa graduació alcohòlica (16%) i típic d'Occitània i del pirineu. El cassís és un licor a base d'aiguardent, sucre i grosella negra, s'assembla al patxaran basc. L'etimologia de la paraula d'origen francesa és incerta. Antigament s'escrivia * cacis.
Fora de la gastronomia, en la creació lent d'un mercat europeu obert, l'anomenada «Sentència del Cassis de Dijon» (1979) va ser un moment clau. Va confirmar el principi que qualsevol producte que es vengui legalment en un Estat membre s'ha de poder vendre arreu i sense restriccións.

## Elaboració
Renteu i xafeu lleument un quart de quilo de riber negre (també anomenat groselles negres). Poseu-les en una ampolla i cobriu-les amb un litre d'aiguardent. Guardeu-les així durant dos o tres mesos i filtreu l'aiguardent. Afegiu 170g de sucre al licor i guardeu-lo en un recipient tancat durant uns quants dies. Passat aquest temps, el licor es pot passar a ampolles i està llest.
Amb molta producció casolana, un dels fabricants pirinencs emblemàtics és la firma Licors Portet a Pobla de Segur, el Licor de Cassís dera Val de la qual el 2014 ha guanyat una medalla d'or a la fira de Vitòria.

## Preparacions amb licor de cassís

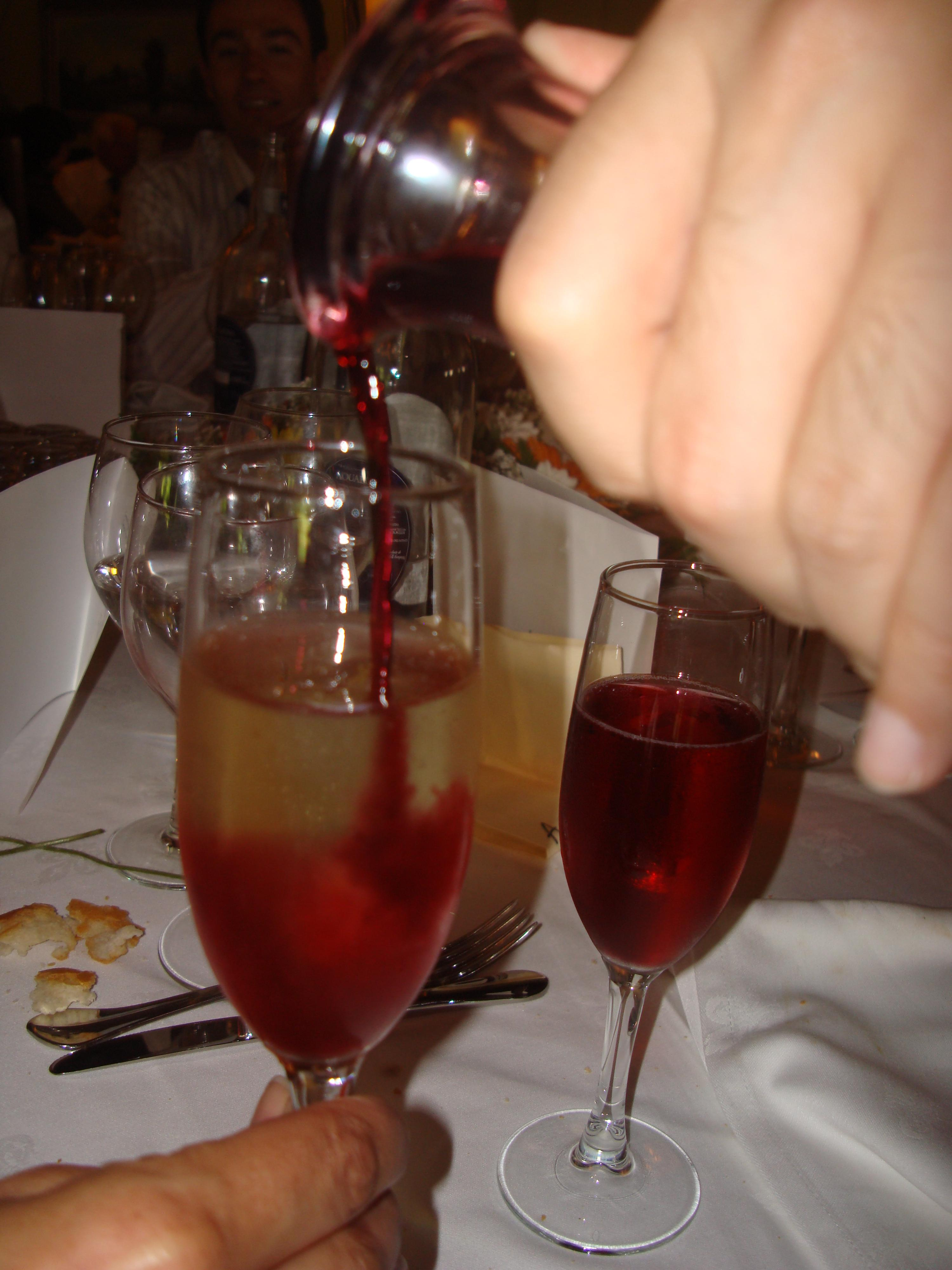
Kir reial de cava

És recomana com aperitiu, afegir un rajolí de licor de cassís al vi blanc per obtenir una còctel que els borguinyons a Dijon el 1951 van batejar kir o, quan es fa amb cava o xampany, escumós, ‘kir reial’. Amb vi negre és diu ‘cardenal’. De vegades però, es fan servir altres licors de fruites o, fins i tot, en locals de qualitat més dubtosa, aquests poden ser reemplaçats per xarops.
Una altra preparació senzilla i molt típica és el meló amb cassís. En un recipient es posen boles de meló francès i es mullen amb aquest licor. D'una manera més familiar, sovint el que es fa és partir el meló en dues meitats, buidar amb una cullereta les llavors del mig i omplir el buit amb cassís. Es menja com a primer plat amb una cullera, amb la qual es trenca un bocí de meló cada cop i s'aprofita per agafar una mica de licor alhora.
També es fa servir per elaborar salses per acompanyar plats de caça o perfumar i colorar postres com el gelat de bescuit o de vainilla.